# Matt Nathanson
Matt Nathanson (Lexington, Massachusetts, 28 de março de 1973) é um músico dos Estados Unidos, cujo trabalho é um mistura de música folk com rock and roll.
Além de cantar, ele toca violão acústico (geralmente um de doze cordas) e guitarra. Ele é talvez mais conhecido por sua canção "Come On Get Higher", bem como por sua personalidade cômica.

## Álbuns
- Please (1993)[1]
- Ernst (1997)[1]
- Not Colored Too Perfect (1998)[1]
- Still Waiting for Spring (2000)[1]
- Beneath These Fireworks (2003)[1]
- At the Point (2006)[1]
- Some Mad Hope (2007)[1]
- Modern Love (2011)[1]